# Salto Angel
Salto Angel (či Angelův vodopád, španělsky Salto Ángel tj. Angelův skok, oficiálně Kerepakupai Meru) je vodopád ve Venezuele, který je nejvyšším volným vodopádem světa (807 m) a druhým nejvyšším vodopádem světa dle celkové výšky.
Vodopád je vysoký 979 metrů a voda v něm absolvuje nepřerušený volný pád dlouhý 807 metrů. Voda padá z hory Auyantepui (Ďáblova hora) jako řeka Churún, která se později vlévá do řeky Carrao a ta do řeky Caroní, jež je jedním z velkých přítoků Orinoka. Oblast okolo vodopádu je považována za jednu z nejcennějších součástí národního parku Canaima.

## Název
Název vodopád dostal v roce 1938 podle amerického pilota, hledače rudných ložisek Jimmiho Angela, který jej objevil v roce 1933.
V roce 2009 prezident země Hugo Chávez vodopád oficiálně přejmenoval na původní domorodé jméno v jazyce kmene Pemónů: Kerepacupai Meru. Další indiánský název je Churum-Meru.
České standarizované jméno je Angelův vodopád.

## Charakteristika

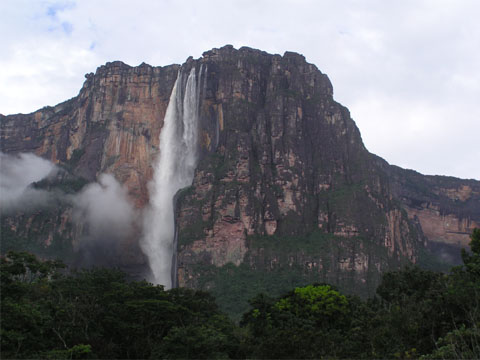
Salto Ángel

Ve skalních průrvách, depresích a rozsedlinách na vrcholu náhorní plošiny Auyantepui o ploše 770 km² se zachycuje velké množství dešťové vody. Ta se stéká do jedné řeky a pak kaskádovitě padá do kotle řeky Churún. Podle posledních výzkumů může na plošině Auyantepui spadnout ročně až 7 000 mm srážek. Proud padající vody není stálý. V deštivých obdobích zaplavuje voda i deštný prales pod vodopády. Když je sucho, značná část vody se vypaří ještě než dopadne k patě skalního stupně. Pod ním se tak otevírá pohled na obrovský skalní amfiteátr, který tu voda po miliony let vyhloubila.

## Historie
Dokud člověk neuměl létat, byl vodopád málo známý. Byl vidět z velké dálky, ale jeho základna se nacházela hluboko ve velmi hustém deštném pralese. Až na pár srdnatých lidí, kteří zde hledali nerosty nebo zdroje kaučuku, do pralesa pronikl jen málokdo. Domorodci se domnívali, že tato oblast je tabu, a proto se jí cíleně vyhýbali.
Na počátku třicátých let 20. století Venezuelu letecky zkoumal americký letec Jimmie Angel. Když spatřil vodopád, byl ohromen jeho výškou a krásou a byl rozhodnutý se tam vrátit. V roce 1937 se vrátil se svou ženou a dvěma společníky. Měl v úmyslu přistát na vrcholku hory poblíž vodopádů, ale narazil na vážné potíže. Úspěšně sice přistál, ale když se letadlo zastavilo, jeho kola se zabořila do velmi měkké půdy. Angel si brzy uvědomil, že není možné kola vyhrabat a znovu odstartovat. Museli se proto vrátit pěšky. Čtveřice se vydala na jedenáctidenní putování deštným pralesem, aby se z místa, kde přistáli, dostali k první známce civilizace. Letadlo, kterým letěli, bylo odstraněno až v roce 1970, kdy ho Venezuela nechala po částech sundat vrtulníkem. Nyní je vystaveno na letišti Ciudad Bolívar.
Cesta Jimmieho Angela přitáhla k vodopádu pozornost a brzy se různé vědecké skupiny snažily přijít na to, jak úpatí vodopádu prozkoumat. Pokoušely se o to neúspěšně čtyři expedice a někteří jejich členové se už nikdy nevrátili. V roce 1947 spatřila Angelův vodopád poprvé americká fotoreportérka Ruth Robertson během letu do odlehlé džungle pod řekou Orinoko. Zpočátku pořizovala jen jeho letecké fotografie, ale byla odhodlána vodopád důkladně prozkounat. Po dvou letech pečlivého plánování se dne 23. dubna 1949 expedice k Angelovu vodopádu vydala na cestu. Jejím úkolem bylo změřit vodopád, aby se jednou provždy prokázalo, zda je nejvyšší na světě, a také pořídit jeho první pozemní fotografie. Uprostřed džungle se skupina setkala s lotyšským badatelem Alexandrem Laimem, který prováděl průzkum v džungli podél řek Churún a Caroní. Laime najal původní obyvatele této oblasti, indiány Kamarakoto, jako nosiče a průvodce. Cestovali nejprve na kánoích po řece Churún a nakonec se pěšky prodírali hustou džunglí. Dne 12. května 1949 dorazili k vodopádu. Byla to první zdokumentovaná výprava, která úpatí vodopádu dosáhla. Zúčastnilo se jí deset domorodců z kmene Kamarakoto. Byla to také první výprava, která vodopád změřila, je 979 metrů vysoký, to je patnáctkrát vyšší než Niagarské vodopády. Reportáž o výpravě otiskl v listopadu 1949 časopis National Geographic. Další zprávy se objevily v časopisech Time a Newsweek a ve všech významných novinách na světě. Roberton o expedici napsala knihu Churun Meru – The Tallest Angel.